# Husqvarna Fotbollförening
L'Husqvarna Fotbollförening (meglio noto come Husqvarna FF) è una società calcistica svedese con sede nell'area urbana di Huskvarna, nella parte orientale della città svedese di Jönköping. Disputa le proprie partite casalinghe al Vapenvallen.

## Storia
Il club è nato nel 1987 dall'unione di due squadre della zona, l'Husqvarna IF e l'Huskvarna Södra IS. Nei primi anni della sua storia ha giocato principalmente nei campionati di Division 2 e Division 3.
Nel 1998 è arrivata la prima promozione in seconda serie (all'epoca chiamata Division 1), quando il club ha chiuso al primo posto il proprio raggruppamento dell'Östra Götaland. La prima esperienza in seconda serie risulterà breve, poiché l'11º posto finale costringerà la squadra alla retrocessione dopo solo un anno.
Dal 2000 al 2011 l'Husqvarna gioca nel terzo campionato nazionale, ma nel 2012 milita in quarta serie vincendo però il campionato. L'anno successivo la squadra ottiene la seconda promozione in due anni, tornando così a calcare i campi della seconda serie, che nel frattempo è stata denominata Superettan. Anche in questo caso (come nel 1999) la permanenza è limitata a una singola stagione, a causa dell'ultimo posto in classifica e della conseguente retrocessione. Alla fine della stagione sportiva 2018, la squadra è scesa in quarta serie.

## Palmarès

### Competizioni nazionali
- Division 1: 1

2013
- Division 2: 4

1998, 2002, 2004, 2012